# Mood (canción)
«Mood» es una canción del cantautor y rapero estadounidense 24kGoldn, con la voz del cantautor y rapero estadounidense nacido en Puerto Rico Iann Dior. Fue lanzado a través de Records y Columbia Records como el sencillo principal del álbum debut, El Dorado (2021), el 24 de julio de 2020. Fue escrito por los dos artistas con sus productores KBeazy, Omer Fedi y Blake Slatkin.
La canción de pop rap y rap rock con guitarra, escrita sobre una relación tóxica y con una producción inspirada en el indie rock y el trap, se convirtió en un éxito comercial en todo el mundo después de ganar popularidad en la aplicación para compartir videos TikTok. "Mood" alcanzó el puesto número uno en el Billboard Hot 100 y en otros 16 territorios, convirtiéndose también en la primera canción en encabezar las listas Hot 100, Hot Rock & Alternative Songs, Hot Alternative Songs y Hot Rap Songs simultáneamente en la misma semana. La canción también fue certificada con doble platino por la Recording Industry Association of America (RIAA).
Un video musical de "Mood" fue lanzado el 5 de agosto de 2020 y dirigido por Guy Sebastian. El 6 de noviembre de 2020 se lanzó una remezcla de la canción con el cantautor canadiense Justin Bieber y el cantautor colombiano J Balvin.

## Antecedentes
Según 24kGoldn y Dior, estaban jugando Call of Duty mientras los productores de la canción, Fedi y KBeazy, trabajaban en un ritmo, y mientras Fedi tocaba un riff de guitarra, 24kGoldn comenzó a cantar distraídamente. 24kGoldn luego creó un gancho para la canción mientras Dior interpretaba un verso. Después de que los cuatro escribieran y produjeran una versión inicial de la canción, se contrató al productor Blake Slatkin para darle a la canción un "pulido pop".
24kGoldn mostró un fragmento de la canción en su cuenta de Instagram antes de que la canción fuera lanzada oficialmente el 24 de julio de 2020. Para promover "Mood", Columbia Records lanzó la canción a varias listas de reproducción de pop y "Gen Z" en servicios populares de transmisión de música. El equipo de 24kGoldn también lanzó la canción a las estaciones de radio pop, y rápidamente encontró éxito en la radio de éxito contemporánea. La plataforma para compartir videos TikTok también se utilizó como parte de la estrategia de marketing para promover "Mood", y la canción pasó de ser utilizada en aproximadamente 12,000 videos en la plataforma a mediados de agosto a más de dos millones en octubre. 24kGoldn también usó su propio dinero para financiar campañas de marketing para la canción y obtener promociones de personas influyentes en las redes sociales.

## Composición
"Mood" es una canción de pop rap uptempo y rap rock, descrita por varias publicaciones como "que dobla el género". Según la partitura publicada por Musicnotes.com y proporcionada por Universal Music Publishing Group, la canción está escrita en sol menor con un tempo de 91 latidos por minuto, y las voces de 24kGoldn y Dior van desde un bajo de F3 hasta un alto. de G4. Su instrumental incluye un riff de guitarra de influencia indie y post-grunge interpretado por Omer Fedi (que se distorsiona y se repite en algunos puntos de la canción), y charles y tambores "estilo trap".
En la canción, 24kGoldn y Dior ofrecen "cánticos melódicos" sobre sus novias que siempre están de "humor", con un estilo de rapeo de cantar canciones. Descrita por Vicky Inoyo de Earmilk como una canción centrada en el amor que proporciona "una sensación juvenil con giros pop modernos", la letra detalla cómo se siente estar en una relación tóxica. Tom Breihan de Stereogum escribió, "los dos raperos en realidad no rapean. En cambio, maullan todo con un familiar gemido nasal". Charlie Amter de Variety escribió que la letra del pre-estribillo de la canción, "Jugamos juegos de amor para evitar la depresión / Estuvimos aquí antes / Y no seré tu víctima", era "taciturna", mientras que Breihan describió la pre -coro como "un himno a la autocompasión cachonda" y Chris Molanphy de Slate lo llamó "muy emo" y "Gen Z". Billboard comentó de manera similar que la canción es "emo-inclinada". Alexander Cole, de HotNewHipHop, calificó la pista como "perfecta para el verano", y dijo que el título de la canción "sin duda encaja con la vibra, ya que tenemos un ritmo muy inspirado en el verano".

## Recepción de la crítica
Para Billboard, Carl Lamarre declaró que la canción era un "disco para sentirse bien" y un "bop de finales de verano", describiendo el gancho como "pegadizo", mientras que Josh Glicksman, de la misma publicación, llamó al coro "fácilmente digerible" y " sónicamente ligero ". Otro escritor de Billboard, Andrew Unterberger, comentó que la energía de la canción se sentía "increíblemente fresca" y que es un "golpe visceral". Chris Molanphy de Slate calificó la canción de "diabólicamente pegadiza" y también elogió el gancho de la pista, y opinó que era "uno de los estribillos de rap-rock más instantáneamente contagiosos de la historia". El director del programa KROQ-FM, Mike Kaplan, declaró que "Mood" era "uno de esos discos de primera escucha".
Chris Molanphy de Slate nombró a "Mood" como el 12 ° mejor sencillo de 2020, mientras que Billboard lo nombró la octava mejor canción, la tercera mejor canción de rock y la 12° mejor tendencia musical de TikTok del año. En la lista de Jon Caramanica de las mejores canciones de 2020 en The New York Times, se agregó "Mood" como una mención de honor.

## Video musical
El video comienza con una breve toma de un foco que brilla en 24kGoldn mientras se sienta en un set con decoraciones simuladas en un gran campo de girasoles. La imagen luego corta a una escena contrastante cuando se ve a Dior sentado en una cama en una habitación. Luego se ve a ambos mirando hacia abajo en un estado triste, haciéndose eco de la letra de la canción. Se muestran clips falsos detrás de escena del set de girasoles, con las flores ahora creciendo demasiado y trepando por una pared, junto con "una gran cantidad de chicas hermosas" que aparentemente se ven afectadas por halos animados que alteran sus estados de ánimo, reflejando una vez más la letra. Ambos raperos bailan, mientras cantan sus versos, con escenas intercaladas de planos bajos que parecen estar de pie frente a la cámara con efectos especiales de iluminación y un cielo nublado. La imagen eventualmente vuelve a Dior en la triste habitación original cuando comienza su verso, esta vez divirtiéndose con una mujer. Entre esto, otra versión de Dior está de pie frente a una pantalla verde, mostrando momentos más antiguos de su relación con una mirada de "angustia" en su rostro mientras canta. Otras escenas que se desarrollan detrás de él muestran los problemas de la relación, explicando por qué está preocupado por las circunstancias. Finalmente, el video pasa al verso de 24kGoldn cuando está en un auto con una mujer atractiva; inicialmente se llevan bien, sin embargo, recibe un mensaje de texto de otra persona que molesta a la mujer y la hace salir del auto. Ella está feliz de nuevo después de que él guarda el teléfono, pero se enoja cuando intenta enviar un mensaje de texto a escondidas. La mujer rápidamente toma un bate de béisbol, que finalmente no usa, pero preocupa a 24 por un breve momento cuando concluye el video.

## Posicionamiento en lista
| Lista (2020–2021)                         | Mejor posición |
| ----------------------------------------- | -------------- |
| Argentina (Argentina Hot 100)             | 21             |
| Alemania (Offizielle Deutsche Charts)     | 1              |
| Australia (ARIA)                          | 1              |
| Australia Urban (ARIA)                    | 1              |
| Austria (Ö3 Austria Top 40)               | 1              |
| Bélgica (Flandes) (Ultratop 50)           | 2              |
| Bélgica (Valonia) (Ultratop 50)           | 2              |
| Canadá (Canadian Hot 100)                 | 1              |
| República Checa (Rádio Top 100)           | 18             |
| República Checa (Singles Digitál Top 100) | 1              |
| Dinamarca (Tracklisten)                   | 1              |
| El Salvador (Monitor Latino)              | 15             |
| Finland (Suomen virallinen lista)         | 3              |
| France (SNEP)                             | 7              |
| Global 200 (Billboard)                    | 2              |
| Greece (IFPI)                             | 4              |
| Hungría (Rádiós Top 40)                   | 2              |
| Hungría (Single Top 40)                   | 13             |
| Hungría (Stream Top 40)                   | 1              |
| Irlanda (IRMA)                            | 1              |
| Italy (FIMI)                              | 7              |
| Lithuania (AGATA)                         | 3              |
| Malaysia (RIM)                            | 11             |
| Países Bajos (Dutch Top 40)               | 3              |
| Países Bajos (Mega Single Top 100)        | 1              |
| Nueva Zelanda (Recorded Music NZ)         | 1              |
| Noruega (VG-lista)                        | 1              |
| Panama (Monitor Latino)                   | 14             |
| Polonia (Polish Airplay Top 100)          | 3              |
| Portugal (AFP)                            | 1              |
| Romania (Airplay 100)                     | 1              |
| Escocia (Scottish Singles Sales Chart)    | 10             |
| Singapore (RIAS)                          | 4              |
| Eslovaquia (Rádio Top 100)                | 14             |
| Eslovaquia (Singles Digitál Top 100)      | 1              |
| Slovenia (SloTop50)                       | 2              |
| Spain (PROMUSICAE)                        | 32             |
| Suecia (Sverigetopplistan)                | 1              |
| Suiza (Schweizer Hitparade)               | 1              |
| Reino Unido (UK Singles Chart)            | 1              |
| Estados Unidos (Billboard Hot 100)        | 1              |
| Estados Unidos (Adult Top 40)             | 1              |
| Estados Unidos (Mainstream Top 40)        | 1              |
| Estados Unidos (Rhythmic)                 | 1              |
| US Rolling Stone Top 100                  | 1              |